# Robert Meyer (Fotograf)

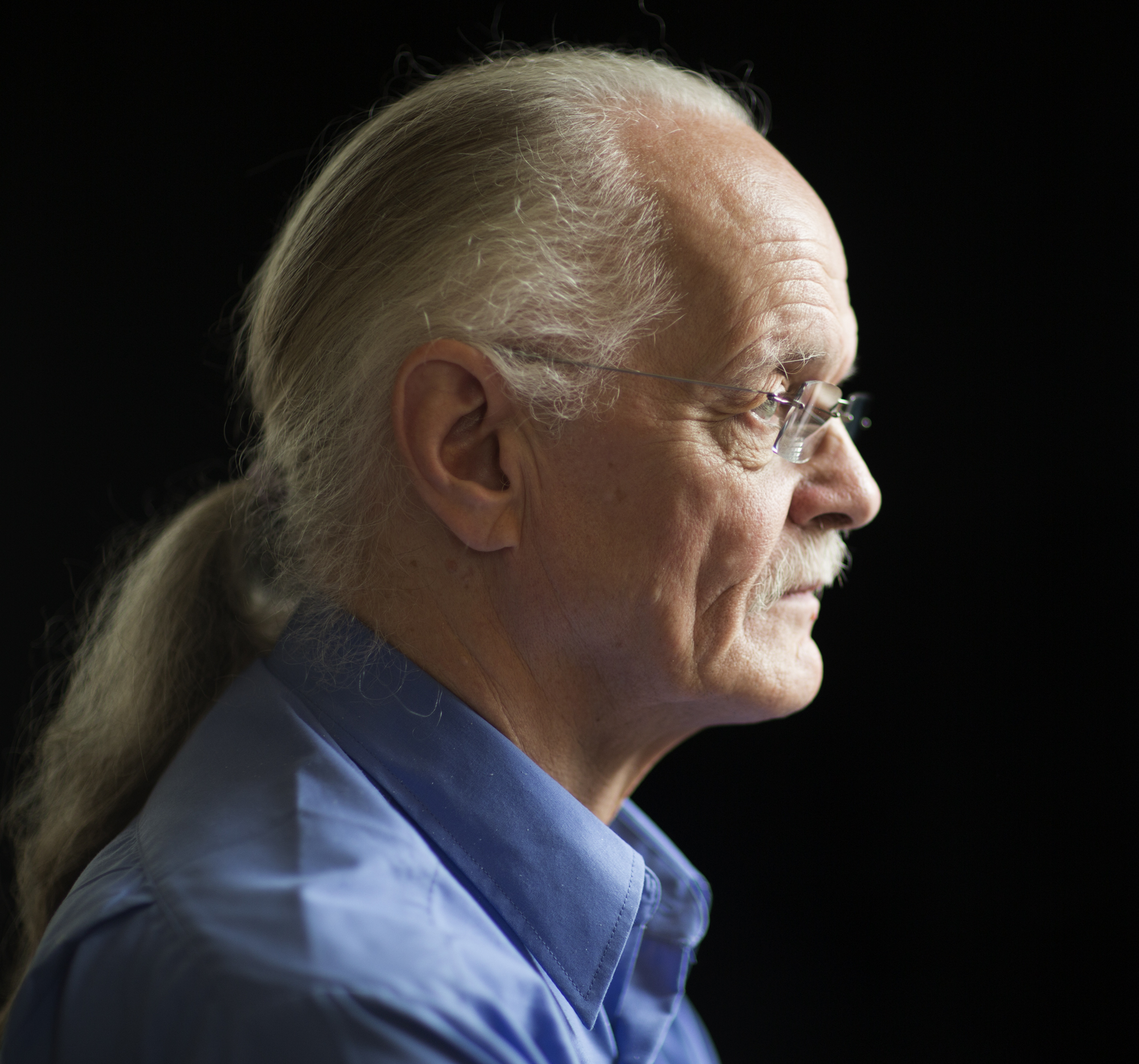
Robert Meyer, norwegischer Fotograf und Historiker (2013)

Robert Meyer (* 2. Oktober 1945 in Oslo) ist ein norwegischer Kunstfotograf, Professor, Fotohistoriker, Sammler, Schriftsteller und Publizist. Seine Eltern sind der Journalist Robert Castberg Meyer und die Hausfrau Edel Nielsen. Der Industriedesigner Terje Meyer ist der Bruder des Fotografen.

## Biografie
Meyer wurde 1963 als Fotograf von der norwegischen Kriminalpolizei („Kripos“) in Oslo eingestellt. Zeitgleich arbeitete er als Fotojournalist für die norwegische Zeitung „Vårt Land“ sowie freiberuflich für die „Weekly Press“.
Ein Jahr später zog er nach Stockholm, um an der dortigen Universität unter der Leitung des Künstlers Christer Strömholm Fotografie zu studieren. In den darauf folgenden fünf Jahren war er als freier Mitarbeiter in Stockholm, Oslo und Buenos Aires tätig. 1967 kehrte Meyer nach Oslo zurück und wirkte von 1971 bis 1978 für die Zeitschrift des staatlichen Rundfunksenders Norsk rikskringkasting (NRK) als Fotojournalist und Redaktionsmitglied. 1976 gründete er den Verlag Ikaros, der neben Sachbüchern über Fotografie und historisch bedeutsame Faksimile das „Norwegian Photohistorical Journal“ veröffentlichte.
Meyer beendete ein Jahr danach seine professionelle Karriere als Fotograf und konzentrierte sich auf die Erforschung der nationalen und internationalen Geschichte der Fotografie. Er war von 1976 bis 1980 beratendes Ratsmitglied der britischen Verlagsgruppe Taylor & Francis, die sich mit der Geschichte der Fotografie beschäftigte. Anschließend war er für 7 Jahre Kunstkritiker der führende Tageszeitung Aftenposten.
1990 erhielt Meyer als Erster die Professur für Fotografie in Norwegen am „National College of Art“ in Bergen. Dort gründete er das „Institute of Photography“. 1998 kehrte Meyer nach Oslo, wo er heute noch lebt, zurück und gründete eine private Hochschule für Fotografie.

## Berufsverbände
1974 initiierte Meyer die „Forbundet Frie Fotografer“ (Vereinigung unabhängiger Fotografen) und war zwei Jahre später an der Gründung der Galerie „Norsk Fotohistorisk Forening“ beteiligt, deren Vorstandsvorsitz er 1979 übernahm.

## Ausstellungen

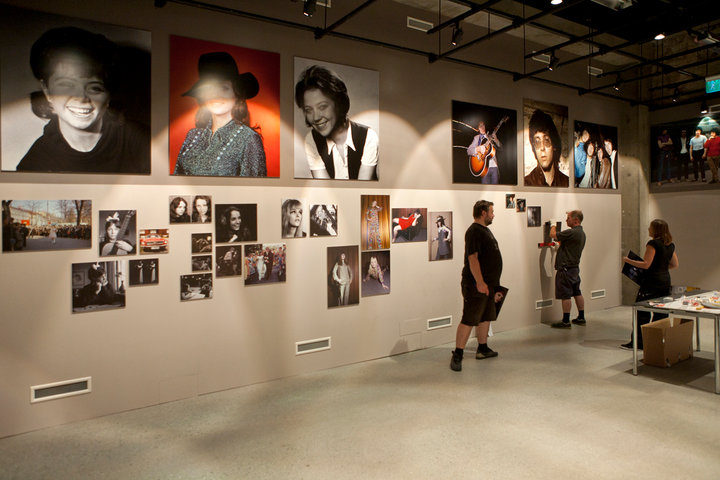
Meyers Ausstellung "Icons of the 60's", die zur Eröffnung des norwegischen Rockmuseuum "Rockheim" stattfand.

1964 wurden Meyers Bilder erstmals auf einer Studentenausstellung in Stockholm gezeigt. Sein offizielles Debüt als Fotokünstler erlebte er mit der Ausstellung „Lys“ („Licht“) auf der Ausstellung am „National College of Art and Design“ im Jahr 1970. Neben zahlreichen in Norwegen stattfindenden Einzel- und Gruppenausstellungen nahm Meyer 1971 an der Fotografie-Biennale in polnischen Danzig teil und präsentierte eine Einzelausstellung im „Brandts Museum of Photographic Art“ (Museum für Fotokunst) in Odense (Dänemark). 
2002 und 2003 folgten zwei Präsentationen im norwegischen Preus Museum, dem nationalen Museum für Fotografie.
Im Herbst 2009 eröffnete die retrospektive Ausstellung „Presence - 50 Years of Photography“, die Bilder aus Meyers Werken der letzten 50 Jahren darstellte, im „Nesodden Kunstforening“.
2010 gestaltete Meyer die große Fotoausstellung zur Eröffnung von „Rockheim“, dem nationalen Museum für Rockmusik in Trondheim. Seine Ausstellung „Icons of the 60's“ bestand aus überwiegend übergroßen historischen Porträts der Musiker, denen er in den 1960er Jahren begegnet ist. Dazu gehören unter anderem John Lennon, Yoko Ono, The Rolling Stones, Bob Dylan, Rory Gallagher, Roy Orbison, Julie Felix sowie norwegische Künstler wie Terje Rypdal und Wencke Myhre. Neben seinen eigenen Ausstellungen arbeitete Meyer als Kurator für weitere Museen und Galerien.

## Ausstellungen als Kurator
- 1987: Simulo  – eine postmoderne Fotoausstellung (Rathaus Oslo)
- 1989: Den glemte tradisjonen – 150 Jahre Fotografie (Oslo, Bergen, Trondhjem, Tromsø, Stavanger og Haugesund)
- 1990: Christer Strömholm (Bergen Kunstforening)
- 1991: Splint (Künstlerhaus Oslo & Vestlandske Kunstindustriemuseeum Bergen)
- 1991: Ernst Schwitters (Bergen Bildergalerie)
- 2005: Edvard Munch – Fotografische Selbstporträts (Monumento a Vittorio Emanuele II, Rom, Italien)

2005 präsentierte Meyer eine Auswahl von Edvard Munchs Fotografien im Rahmen der großen Edvard Munch-Ausstellung "Munch 1963 – 1944", die in Rom im Monumento a Vittorio Emanuele II ausgerichtet wurde. Zudem bereitete er eine mobile Ausstellung zum 150. Geburtstag von Munch vor, die zwischen 2013 und 2015 an fünfzehn Orten in Norwegen gezeigt wurde.

## Robert Meyer Collection
Meyer baute im Laufe der Zeit die größte private kunsthistorische Sammlung in Norwegen auf. Diese stellte er als „Robert Meyer Collection“ (RMC) von 2005 bis 2006 im „Nationalmuseum für Kunst, Architektur und Design“ in Oslo aus. Die Sammlung, die den Schwerpunkt auf die norwegische und nordische Fotografie legt und eine spezialisierte Bibliothek enthält, erhielt große Anerkennung. Teile der Sammlung wurden bereits 1989 in der Ausstellung „Den glemte tradisjonen“ (Die vergessene Tradition) der „Oslo Fine Art Society“ in weiteren Städten Norwegens gezeigt.